# 上海公交虹桥枢纽4路
虹桥枢纽4路，是上海市闵行区的一条公共汽车线路，于2010年3月16日开通，始于虹桥综合交通枢纽东交通中心，经七莘路、沪闵路、江川东路、沧源路、东川路，讫于紫竹科学园区。线路目标服务对象是前往虹桥机场的乘客，采取分级票价。

## 历史
虹桥枢纽4路于2010年3月16日开通。2012年3月，全线配车由23辆增加至29辆，缩短发车间隔，并于晚上8点后增开短途车辆。2016年12月，虹桥枢纽4路于周五、周六及国定假日前最后一工作日延长末班车运营时间。

## 评价
据《新闻晚报》报道，虹桥枢纽4路票价低，车况新，开得快。但车内十分拥堵，短途乘客过多，造成前往虹桥枢纽的旅客无法上车。

## 事件
2011年6月，一辆虹桥枢纽4路公交车于行驶途中突然起火，整辆车被烧毁，无人员伤亡。